# Åke Nettelbladt
Karl Gustaf Åke Nettelbladt, född 23 juni 1901 i Söderhamn, död 20 februari 1972 i Lund, var en svensk arkitekt.
Nettelbladt, som var son till trafikdirektör K.G. Nettelbladt och Ester Arell, avlade studentexamen i Östersund 1920, utexaminerades från Kungliga Tekniska högskolan 1925 och studerade vid  Kungliga Konsthögskolan 1927–1929. Han var anställd hos arkitekt Einar Rudskog i Stockholm 1926, hos Gunnar Leche i Uppsala 1927, hos Birger Borgström i Stockholm 1928, hos Gustaf Birch-Lindgren i Stockholm 1928–1935, var stadsarkitekt i Motala, Mjölby, Vadstena och Skänninge stad 1935–1938, i Östersunds stad 1938 samt byråarkitekt på Göteborgs stads drätselkammares husbyggnadskontor från 1945. Nettelbladt är begravd på Norra kyrkogården i Lund.